# Cle Shaheed Sloan
Cle "Bone" Shaheed Sloan, född 22 maj 1969 i Los Angeles County i Kalifornien, är en amerikansk aktivist, skådespelare och dokumentärregissör. Han har tidigare, under tiden som han var medlem i gatugänget Athens Park Bloods i Los Angeles, arbetat med att reformera gängkulturen.

## Filmografi
- 1998 – The Replacement Killers
- 2001 – Training Day
- 2003 – Tears of the Sun
- 2008 – Street Kings
- 2009 – Brooklyn's Finest
- 2012 – End of Watch
- 2017 – Bright
- 2020 – The Tax Collector